# Promieniowanie hamowania

Schemat generowania promieniowania hamowania szybkiego elektronu w polu elektrostatycznym jądra atomowego

Promieniowanie hamowania (niem. Bremsstrahlung) – promieniowanie elektromagnetyczne powstające podczas hamowania cząstki obdarzonej ładunkiem elektrycznym w polu elektrostatycznym. W ujęciu ogólniejszym pojęcie używane do promieniowania powstającego podczas zmiany wartości lub kierunku prędkości cząstki w wyniku oddziaływania z polem elektrycznym lub magnetycznym.

## Zakres znaczeniowy
W węższym znaczeniu określane rozumiane jako tylko wynikające podczas hamowania cząstki obdarzonej ładunkiem elektrycznym w polu elektrostatycznym jąder atomowych i elektronów. W szerszym znaczeniu dotyczy promieniowania powstającego także podczas zmiany kierunku ruchu cząstki, a nawet jej przyspieszania, zarówno w polu elektrycznym jak i magnetycznym, a także podczas rozpadów cząstek elementarnych.
Promieniowanie to jest jednym ze sposobów utraty energii przez naładowaną cząstkę poruszającą się w materii. Cząstka obdarzona ładunkiem elektrycznym poruszająca się w materii może tracić energię w wyniku: jonizacji ośrodka, wzbudzania elektronów, kreacji par dziura-elektron, promieniowania Czerenkowa oraz promieniowania hamowania.

## Energia krytyczna
Dla małych energii elektronów poruszających się w materii dominuje oddziaływanie z elektronami wzbudzającymi je i wywołujące jonizację.
Szczególnie istotne jest w przypadku wysokoenergetycznych elektronów oddziałujących z jądrem atomowym. Gdy energia elektronu jest większa od tzw. energii krytycznej, straty energii na promieniowanie hamowania są większe od strat na jonizację. Energia krytyczna zależy od rodzaju substancji ośrodka.
| Substancja | Ekr MeV |
| ---------- | ------- |
| węgiel     | 81      |
| azot       | 91,2    |
| tlen       | 81,2    |
| glin       | 42,2    |
| argon      | 38,4    |
| żelazo     | 21,7    |
| miedź      | 19,6    |
| ołów       | 7,6     |
| powietrze  | 97,5    |
| woda       | 81      |

## Cechy promieniowania hamowania

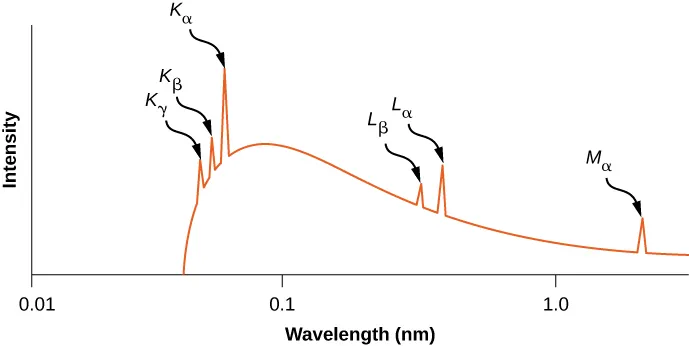
Widmo rentgenowskie ze srebrnej tarczy. Widmo ciągłe jest wywołane promieniowaniem hamowania, piki to promieniowanie charakterystyczne.

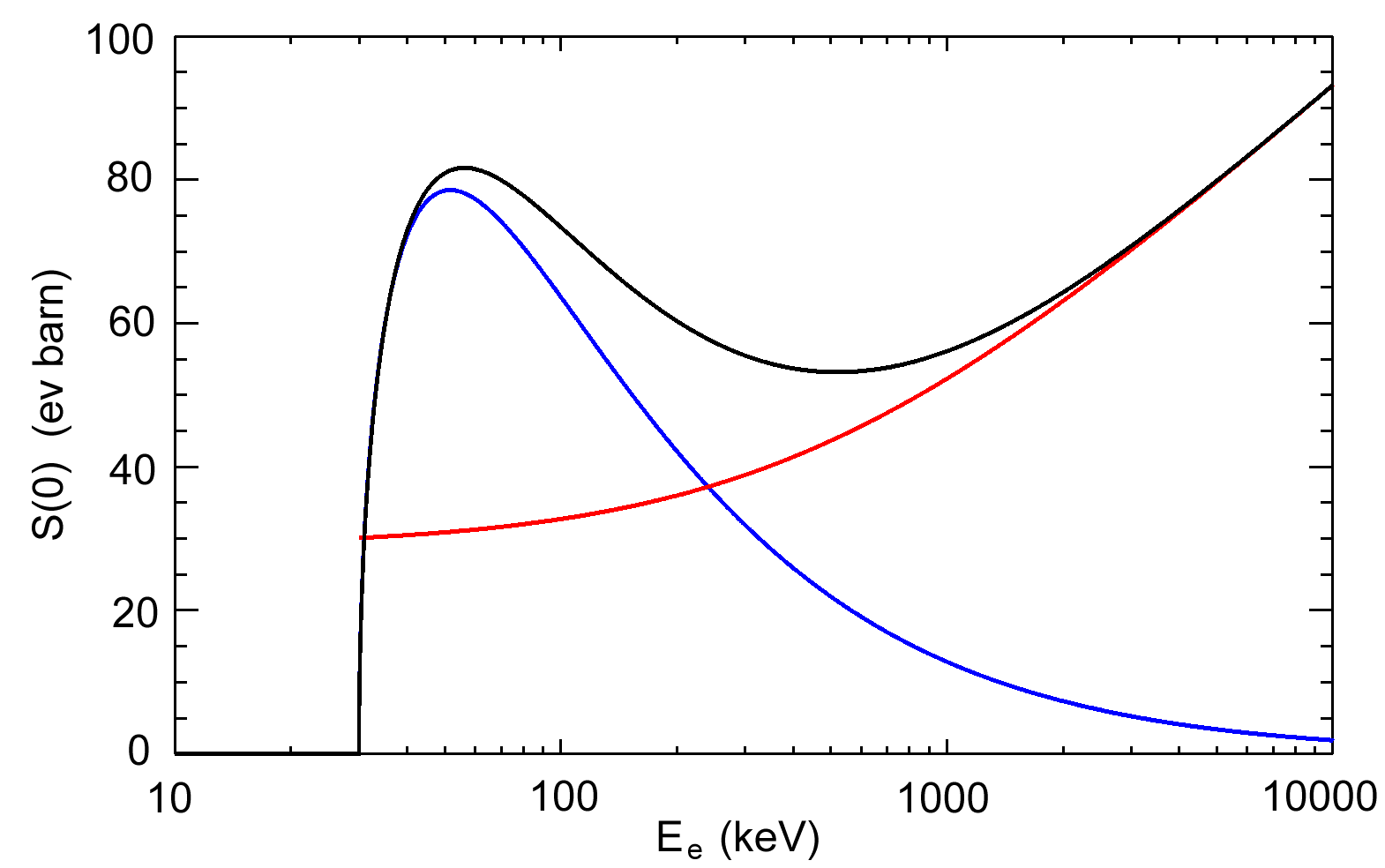
Przekrój czynny na emisję fotonów o energii 30 keV w funkcji energii elektronów (czarna linia). Linia czerwona – przybliżenie ultrarelatywistyczne, linia niebieska – przybliżenie klasyczne

- Widmo promieniowania jest w przybliżeniu równomierne w całym zakresie częstotliwości.
- Zakres częstotliwości rozciąga się od 0 do częstotliwości maksymalnej

{\displaystyle \nu _{max}={\frac {E_{k}}{h}}}
gdzie:
{\displaystyle E_{k}} – energia kinetyczna elektronów,
{\displaystyle h} – stała Plancka.
- Promieniowanie jest emitowane w wąskim stożku w kierunku ruchu elektronów. Im większa jest prędkość elektronów, tym mniejszy jest kąt rozwarcia stożka.
- Strata energii elektronów na jednostkę przebytej przez nie drogi słabo zależy od energii elektronów, gdy ich energia kinetyczna jest dużo mniejsza od energii spoczynkowej. Dla elektronów ultrarelatywistycznych, gdy ich energia znacznie przewyższa spoczynkową

{\displaystyle {}\quad E\gg m_{e}c^{2}},
straty są proporcjonalne do energii ({\displaystyle m_{e}} jest masą elektronu a {\displaystyle c} – prędkością światła w próżni). Dzieje się to dla energii dużo większych od krytycznej. Dla energii elektronów poniżej 2 MeV straty energii przez promieniowanie hamowania stanowią mniej niż 1% wszystkich strat w typowych materiałach jak woda, powietrze i substancje organiczne.

## Promieniowanie rentgenowskie
Jeżeli elektrony mają dostatecznie dużą energię, mogą emitować również promieniowanie rentgenowskie. Jest to najprostszy sposób wytwarzania promieniowania rentgenowskiego. Zjawisko emisji promieniowania rentgenowskiego może być groźne, ponieważ jest ono bardziej przenikliwe niż promieniowanie beta. Dlatego w ramach ochrony przed promieniowaniem β powinno się uwzględnić nie tylko osłonę przed samymi elektronami, lecz również wziąć pod uwagę promieniowanie X poprzez zmniejszenie energii elektronów lub osłony radiacyjne dla promieniowania rentgenowskiego.